# 8701-es mellékút (Magyarország)
A 8701-es számú mellékút egy közel 28 kilométer hosszú, négy számjegyű mellékút Vas vármegye területén; Vasvár-Körmend térsége és Sárvár városa között biztosít összeköttetést.

## Nyomvonala
A 8-as főútból ágazik ki, annak a 151+150-es kilométerszelvénye közelében, Rábahídvég belterületének nyugati szélén, északkeleti irányban. Kossuth Lajos utca néven húzódik a település központjáig, ahol – alig több mint 600 méter megtétele után – találkozik a 8704-es úttal, amely szintén a 8-asból kiágazva kezdődik, tehát itt még ugyancsak az első kilométere előtt jár. Ott egészen rövid, kevesebb, mint 100 méternyi közös szakaszuk van, majd újra különválnak; a folytatásban az út a Béke utca települési nevet viseli a falu keleti széléig, amit nagyjából 1,3 kilométer után ér el.
2,8 kilométer után lép át Püspökmolnári területére, ahol 3,1 kilométer megtételét követően kiágazik belőle észak-északnyugat felé a 87 304-es számú mellékút – a Szombathely–Nagykanizsa-vasútvonal Püspökmolnári vasútállomásának kiszolgálására –, majd pár lépéssel ezután keresztezi is a vasút vágányait. 3,7 kilométer után éri el a település nyugati szélét, ahol ismét Kossuth Lajos nevét veszi fel, majd alig 200 méterrel arrébb kiágazik belőle a 8703-as út északnak, Vasszécseny felé. Majdnem 3 kilométernyi szakasza húzódik belterületen – előbb Rábamolnári, majd Rábaszenttamás, végül Rábapüspöki településrészben –, már 6,5 kilométer megtétele után jár, amikor északnak fordul és kilép a község lakott részei közül.
8,5 kilométer után éri el Zsennye déli határát, de e község központját keleti irányból elkerüli, csak Kiszsennye településrész, a helyi Művésztelep, illetve az itteni horgásztanyák által alkotott kisebb falurész között halad el, kevéssel a 9. kilométere után; a településre a 87 102-es számú mellékút vezet be, amely a 9+250-es kilométerszelvényénél ágazik ki a 8701-es útból.
9,9 kilométer teljesítését követően éri el az út Rum déli határát; a lakott területére 10,8 kilométer után érkezik meg, az Arany János utca nevet felvéve, majd kevéssel ezután kiágazik belőle nyugat felé a 8702-es út Sorkifalud Szentléránt nevű településrésze felé. A központban egy rövid szakaszon Rákóczi Ferenc utca, majd Béke utca a neve, így keresztezi – bő 12 kilométer megtétele után, körforgalmú csomópontban – a 87-es főutat, annak 4+300-as kilométerszelvénye közelében, és így hagyja el a település utolsó házait is, nagyjából 12,7 kilométer után. A főút keresztezése után száma nem teljesen szabályos, mivel a mellékutak száma ebben a szektorban 84-gyel kezdődik.
Meggyeskovácsi a következő települése, melynek déli határszélét 13,3, belterületét pedig 13,9 kilométer után éri el. Balozsameggyes településrész házai között a Szabadság utca, Rábakovácsi községrészben a Kossuth Lajos utca nevet viseli, a falu két része között pedig – a 15+150-es kilométerszelvénye közelében – kiágazik belőle a 8442-es út nyugati irányban, Csempeszkopács-Sorokpolány felé. Majdnem pontosan a 17. kilométerénél éri el a község lakott területének északi szélét, és nagyjából 19,1 kilométer megtételét követően lépi csak át annak közigazgatási határát.
Ikervár területén folytatódik, elhalad az ikervári szélerőmű néhány szélkereke mellett; a település belterületét körülbelül a 20. kilométere táján éri el, szintén a Kossuth Lajos utca nevet felvéve. Északi irányt követve húzódik a település déli részén, majd a központban két, közel derékszögű irányváltása következik, mindkettőnél egy-egy elágazása is van. A 22. kilométerénél a 8443-as út ágazik ki nyugatnak, Vép-Szombathely felé, alig negyed kilométerrel arrébb pedig a 8441-es út torkollik bele keletről, Sótony felől; a két elágazás közt keleti irányt követ, egyúttal elhalad az ikervári Batthyány-kastély épületegyüttese mellett is, Gróf Batthyány Lajos nevét viselve. A település északi felében József Attila utca a neve, így hagyja maga mögött a belterület legészakibb fekvésű házait is, a 23. kilométere táján. A település északi külterületein több szélkerék között halad el, ezek szintén az ikervári szélerőmű erőműegységei közé tartoznak.
Bő 25 kilométer megtételét követően éri el az út Sárvár déli határszélét, átszeli a Gyöngyös folyását, majd elhalad Csényeújmajor külterületi településrész házai között; 25,8 kilométer után kiágazik belőle nyugat felé a 8458-as út Csénye és Bögöt felé, ugyanott pontszerűen érinti az előbbi falu keleti határszélét is. Az elágazás után északkelet felé fordul, s így ér be a városba, ahol a helyi ipari park létesítményei közt húzódva az Ikervári utca nevet veszi fel. Sári városrész nyugati részén ér véget, beletorkollva a 88 100-as számú mellékútba – a 88-as főút régi, belterületen áthaladó nyomvonalába –, annak az 1+750-es kilométerszelvénye közelében.
Teljes hossza, az országos közutak térképes nyilvántartását szolgáló kira.gov.hu adatbázisa szerint 27,711 kilométer.

## Települések az út mentén
- Rábahídvég
- Püspökmolnári
- Zsennye
- Rum
- Meggyeskovácsi
- Ikervár
- (Csénye)
- Sárvár